# Takizawa Bakin
Kyokutei Bakin (曲亭馬琴, Fukagawa, 4 de julho de 1767 – Yotsuya, 1 de dezembro de 1848) foi um escritor gesaku japonês do final do período período Edo. Tem como trabalho mais notório o Nansō Satomi Hakkenden (As crônicas de Satomi e os oito cães), sendo este trabalho uma das maiores obras yomihon ("livros para leitura", em oposição aos livros ilustrados, mais comuns à época) do século XIX.